# Bus Stop (Film)
Bus Stop ist ein US-amerikanischer Spielfilm aus dem Jahr 1956 mit Marilyn Monroe und Don Murray. Der Film wurde von Joshua Logan inszeniert und beruht auf den Bühnenstücken People in the Wind und Bus Stop des Autors William Inge. Er vereint Elemente von Komödie, Drama, Musical und Neo-Western.
Ein in Liebesdingen unerfahrener Cowboy lernt eine Nachtclubsängerin kennen. Er verliebt sich in sie und will sie gegen ihren Willen heiraten. Wegen seines Starrsinns kommt es zu einer Schlägerei, und erst nach einem ernsten Gespräch mit seinem Freund sieht er ein, dass er ihre Wünsche respektieren muss.
Der Film und insbesondere Monroes schauspielerische Leistung wurden gleich nach der Premiere von der Kritik gefeiert. Dennoch blieb der kommerzielle Erfolg aus. Vor allem in Europa kam die amerikanische Milieustudie beim Kinopublikum nicht an.

## Handlung
Bo Decker, ein junger, naiver Cowboy aus Montana, fährt mit seinem väterlichen Freund Virgil nach Phoenix, um an einem Rodeo teilzunehmen. Auf der Fahrt rät Virgil dem 21-jährigen, unerfahrenen Bo, es sei an der Zeit, sich nach einem netten Mädchen umzuschauen. In einem Nachtclub lernen sie die Animierdame Cherie kennen, die auch als Sängerin auftritt. Obwohl sie nur über mäßiges Talent verfügt, träumt sie von einer großen Karriere als „Chanteuse“. Ihrer Kollegin, der Kellnerin Vera, zeigt sie auf der Karte ihren geplanten Lebensweg. Von der Provinz in Arkansas über Lubbock in Texas – mit einem kurzen Zwischenstopp im Blue Dragon – direkt nach Hollywood. Bo ist fasziniert von Cherie. Als sie auftritt, sorgt er für Ruhe unter den Gästen. Unbeholfen macht er ihr den Hof und erzählt ihr von seiner Ranch. Cherie gesteht, sie finde ihn, entsprechend seinem Vornamen „Beauregard“, wirklich gutaussehend. Einen Kuss von ihr interpretiert er in seiner Einfältigkeit als Verlobung.
Bo nimmt Cherie mit zum Rodeo. Nach jedem gewonnenen Wettkampf schwenkt er seinen Hut in Richtung „seines Engels“. Schließlich wird auch die Presse auf sie aufmerksam. Nach dem Rodeo, aus dem er als Sieger hervorgeht, erwirbt er die nötigen Heiratsdokumente und kauft einen Verlobungsring, ohne zu begreifen, dass Cherie eine Heirat überhaupt nicht in Erwägung zieht. Sie glaubt, sie seien zu verschieden und passten nicht zueinander. Auch Virgil ist der Überzeugung, dass die leichtlebige Cherie mit ihrer Vergangenheit nicht die Richtige für Bo sei. Zusammen mit Vera bereitet Cherie ihre Flucht vor. Als Bo sie im Blue Dragon aufsucht, um sie mitzunehmen, flüchtet sie aus dem Fenster zum Busbahnhof. Bo fängt sie jedoch wieder ein – in Cowboy-Manier mit dem Lasso – und setzt sie kurzerhand in den Bus nach Montana.
Auf der Fahrt erzählt Cherie der mitreisenden Elma, wie ihr Traummann aussieht. Sie wolle zu einem Mann aufschauen können. Sie wünsche sich, dass er lieb zu ihr ist, ohne sie wie ein Baby zu behandeln, und vor allem, dass er sie schätzt und respektiert. Als sie weiter gen Norden fahren, geraten sie in ein schweres Schneegestöber. Der Busfahrer kann die Fahrt nicht fortsetzen und sie müssen die Nacht in Graces Diner, einem kleinen Restaurant, verbringen. Obwohl Cherie Bo immer wieder klarzumachen versucht, dass sie ihn nicht heiraten will, lässt er sich durch nichts von seinem Vorhaben abbringen. Virgil versucht ihm zu erklären, er könne Cherie nicht wie sein Eigentum behandeln und gegen ihren Willen zu etwas zwingen. Wegen seines Starrsinns gerät er schließlich in Streit mit Virgil und Carl. Erst eine verlorene Prügelei mit Carl und ein ernstes Gespräch mit Virgil bringen ihn dazu, über sein Handeln nachzudenken. Schließlich sieht er ein, dass er Cheries Willen respektieren muss, und verspricht Virgil, sich bei allen zu entschuldigen.
Am nächsten Morgen bittet er Cherie um Verzeihung. Er gesteht ihr seine Unerfahrenheit mit Frauen und bittet sie um einen Abschiedskuss. Cherie ist gerührt und bevor er weiterreist, gesteht sie ihm, dass sie nicht so ein Mädchen ist, wie er sich das vorstellt, und dass sie schon viele Freunde hatte. Er entgegnet, sie gefalle ihm so, wie sie ist und es sei ihm gleich, welches Leben sie vorher geführt hat und warum sie so geworden ist, und es sei nach wie vor sein größter Wunsch, sie möge mit ihm auf seine Ranch kommen. Cherie ist tief bewegt von Bos echten Gefühlen, dass er sie trotz ihrer Vergangenheit respektiert und zu ihr steht. Sie ändert ihre Meinung und sagt ihm, sie sei bereit, überall mit ihm hinzugehen. Bo legt der fröstelnden Cherie seine Jacke um und reicht ihr galant die Hand beim Einsteigen in den Bus.

## Entstehungsgeschichte
Joshua Logans Verfilmung ist eine Adaption des gleichnamigen Bühnenstücks von William Inge aus dem Jahr 1955. Für den Film wurde die Handlung im Restaurant verändert und stark gekürzt. So wurde die Figur des Sheriffs Will mit der des Busfahrers Carl zusammengelegt, die Figur des Dr. Lyman wurde ganz weggelassen. Im Gegenzug wird die Vorgeschichte, insbesondere das Rodeo in Phoenix, im Film sehr ausführlich dargestellt.
Das neuzeitliche Westerndrama hatte zuvor Erfolge am Broadway gefeiert. Für den Film wurde der Regisseur Joshua Logan engagiert, von dem auch Monroe überzeugt war. Eigens für die Rolle der Cherie, die vom Land stammt, eignete Monroe sich einen texanischen Akzent an. Um Cherie, die nur nachts arbeitet und wenig Tageslicht abbekommt, überzeugend darzustellen, wurde ein bleiches Make-Up für sie entworfen. Eine weitere Fassung für das amerikanische Fernsehen entstand 1982 unter der Regie von Peter H. Hunt.

## Synchronisation
Die originale deutschsprachige Kinosynchronisation, in der Marilyn Monroe von Margot Leonard gesprochen wurde, ist verschollen. Infolgedessen wurden zwei Fernsehsynchronisationen produziert: Eine erste, gekürzte Version 1979 für das DDR-Fernsehen mit den Sprechern Micaëla Kreißler, Ernst Meincke und Lothar Schellhorn, und eine weitere, vollständige Version 1985 für das ZDF mit Monika Barth, Michael Ande und Jochen Striebeck, die auch für die DVD-Veröffentlichung verwendet wurde.

## Kritik
„Filmisch überzeugende Adaption eines Broadway-Erfolgs von William Inge mit erotischer Atmosphäre, Komik, Gefühl und Marilyn Monroes unwiderstehlicher ‚Verkörperung‘ der weiblichen Hauptrolle.“

„Wegen der allzu primitiven Darstellung sexueller Triebe wurde Bus Stop nicht der beabsichtigte herrlich unanständige Spaß, aber Marilyn Monroes sehnsüchtige und untalentierte Cherie war eine ihrer besten Leistungen.“

„Haltet euch fest, Freunde, und macht euch auf eine Überraschung gefasst. Marilyn Monroe beweist in Bus Stop endlich, daß sie eine wirkliche Schauspielerin ist. Sie und der Film sind einfach herrlich! […] Verblüffende Tatsache ist nämlich, dass Mr. Logan sie in diesem Film zu viel mehr gebracht hat als nur dazu, mit den Hüften zu wackeln, die Lippen aufzuwerfen, mit großen Augen zu gucken und den synthetischen Vamp zu spielen. Er hat es geschafft, dass sie bis hin zu ihrem Akzent und der Farbe ihrer Haut William Inges ‚Mädchen aus der Gosse‘ ist. Er hat es geschafft, dass sie das aufgeputzte Flittchen, die etwas dümmliche Puppe ist, die ein nicht weniger naiver Cowboy in einer Kneipe in Phoenix aufstöbert und bis in ein eingeschneites Bus-Rasthaus in der Wildnis von Arizona verfolgt. Und, was das Wichtigste ist, er hat sie dazu gebracht, der Figur Würde zu verleihen und Anteilnahme an ihrem Schicksal erwecken zu lassen. […] Doch glauben Sie ja nicht, dass sie, weil sie in diesem Film wirklich eine Charakterstudie abliefert, deshalb weniger lebendig, humorvoll oder attraktiv ist als sonst.“

„In der Tat geht die Vielgeliebte und Reichkarikierte hier über ihre bekannte Technik des Hüfteschwingens und Mäulchenmachens weit hinaus, hat ernste, ja, bewegende Momente und schafft mit Verve eine richtige Charakterfigur. […] Als Film hat Bus stop nicht den Hintergrundzauber des Bühnenstücks. Nicht dessen unauffällige Lebensechtheit der wie traumhaft dahindämmernden Gestalten. Es hat dafür Humor und Tempo, mit dem beachtenswerten Versuch, die Wildwestwelt von heute zu zeigen, wie sie – außerhalb der Filmstudios – ist: als ein Gemenge von Banjojazz, sinnlosem Sporenklirren, Fremdenverkehrsplakaten, verstohlenen erotischen Episoden, wortreicher Trunksucht, und all dies aufrichtig ‚unromantisch‘. Die Produktionsfirma Twenty Century-Fox hat hier jedenfalls mehr Mut zur Wirklichkeit bewiesen, als Gefälligkeit gegenüber der Filmtradition.“

## Auszeichnungen
Logans Film wurde im Jahr 1957 für mehrere Preise nominiert.
Nominierungen:
- Oscar 1957: Bester Nebendarsteller – Don Murray
- British Film Academy Award: Bester Nachwuchsdarsteller – Don Murray
- Directors Guild of America Award: Herausragende Leistungen in der Filmregie – Joshua Logan
- Golden Globe Award: Bester Film – Musical oder Komödie und Beste Hauptdarstellerin – Musical oder Komödie – Marilyn Monroe
- Writers Guild of America Award: Beste amerikanische Komödie – George Axelrod